# Chen Cheng (Diplomat)
Chen Cheng (chinesisch 陈诚, Pinyin Chén Chéng; 1365–1457) war ein Diplomat der Ming-Dynastie.
Geboren in der Provinz Jiangxi 3 Jahre vor der Errichtung der Ming-Dynastie, machte er eine Karriere als gelehrter Beamter unter Kaiser Hongwu. Er bekleidete wichtige Funktionen unter Kaiser Yongle, der ihm diplomatische Missionen in das Reich der Timuriden übertrug.
Nachdem er von 1406 bis 1411 Herausgeber der Yongle Enzyklopaedie in der kaiserlichen Bibliothek in Peking war, leitete er gemeinsam mit Li Xian und den Eunuchen Li Da und Lu An von 1414 bis 1420 die diplomatischen Missionen der Ming an den Hof der Timuriden in Samarkand und Herat. Anlässlich dieser Reisen wurden den timuridischen Herrschern Schāh Ruch und Ulugh Beg kaiserliche Edikte und Geschenke überreicht. Auch lokale Herrscher und Häuptlinge entlang der Reiseroute von China nach Zentralasien wurden beschenkt.
Neben seinen Reisegedichten sind es insbesondere seine Berichte an den Kaiser "Xi Yu Fan Guo Zhi" (西域番国志) „Bericht über die barbarischen Länder in der westlichen Region“ und sein Reisetagebuch "Xi Yu Xing Cheng Ji" (西域行程記) "Bericht über eine Reise in die Westlichen Gebiete", die einen großen und nachhaltigen Einfluss auf Politik und Kultur hatten. Die darin enthaltenen Beschreibungen von Topographie, Produkten und Gebräuchen sind die umfangreichste Quelle über Zentralasien in der Ming-Zeit. Während das Reisetagebuch chronologisch mit dem ersten Tag der Abreise in Suzhou (Jiuquan) beginnt und die Reiseetappen bis zur Ankunft in Herat schildert, beginnt das Xi Yu Fan Guo Zhi mit einer Beschreibung des Reiseziels, der timuridischen Hauptstadt Herat und den weiteren Etappen wie Samarkand und Turfan.
Noch mehrmals war Chen Cheng mit Gesandtschaften nach Westen unterwegs. Seine letzte Mission nach Herat trat er gemeinsam mit Guo Jing im Sommer 1420 an. Chen Cheng zog sich 1424 vom Staatsdienst zurück.